# シャイアン郡 (カンザス州)
シャイアン郡（英: Cheyenne County 標準略語：CN）は、アメリカ合衆国カンザス州の北西部隅に位置する郡である。2010年国勢調査での人口は2,726人であり、2000年の3,165人から13.9%減少した。郡庁所在地はセントフランシス市（人口1,329人）であり、同郡で人口最大の都市でもある。

## 法と政府
1986年にカンザス州憲法が修正されたが、シャイアン郡は2000年までアルコールを禁じる、すなわち「ドライ」の郡のままだった。この年、住民は投票で個人が嗜むアルコール飲料の販売を承認した。ただし、食料販売量の30％までという制限が付いた。

## 地理
アメリカ合衆国国勢調査局に拠れば、郡域全面積は1020.947平方マイル (2,644.24 km2)であり、このうち陸地は1019.89平方マイル (2,641.5 km2)、水域は1.057平方マイル (2.74 km2)で水域率は0.10％である。

### 隣接する郡
- ダンディ郡 (ネブラスカ州) - 北、北東
- ローリンズ郡 - 東
- シャーマン郡 - 南、南東
- キットカーソン郡 (コロラド州) - 南西
- ユマ郡 (コロラド州) - 西、北西

### 主要高規格道路
出典:  National Atlas, U.S. Census Bureau
- アメリカ国道36号線
- カンザス州道27号線
- カンザス州道161号線

## 人口動態

人口ピラミッド

以下は2000年の国勢調査による人口統計データである。
| 基礎データ - 人口: 3,165人 - 世帯数: 1,360 世帯 - 家族数: 919 家族 - 人口密度: 1人/km2（3人/mi2） - 住居数: 1,636軒 - 住居密度: 1軒/km2（2軒/mi2） 人種別人口構成 - 白人: 97.91% - アフリカン・アメリカン: 0.13% - ネイティブ・アメリカン: 0.09% - アジア人: 0.32% - 太平洋諸島系: 0.03% - その他の人種: 0.98% - 混血: 0.54% - ヒスパニック・ラテン系: 2.59% 年齢別人口構成 - 18歳未満: 23.8% - 18-24歳: 5.1% - 25-44歳: 22.7% - 45-64歳: 21.8% - 65歳以上: 26.6% - 年齢の中央値: 44歳 - 性比（女性100人あたり男性の人口） - 総人口: 97.3 - 18歳以上: 92.4 | 世帯と家族（対世帯数） - 18歳未満の子供がいる: 27.6% - 結婚・同居している夫婦: 60.1% - 未婚・離婚・死別女性が世帯主: 5.1% - 非家族世帯: 32.4% - 単身世帯: 30.8% - 65歳以上の老人1人暮らし: 17.3% - 平均構成人数 - 世帯: 2.29人 - 家族: 2.85人 収入と家計 - 収入の中央値 - 世帯: 30,599米ドル - 家族: 34,816米ドル - 性別 - 男性: 24,976米ドル - 女性: 19,569米ドル - 人口1人あたり収入: 17,862米ドル - 貧困線以下 - 対人口: 9.4% - 対家族数: 7.4% - 18歳未満: 11.8% - 65歳以上: 6.7% |

## 都市と町

### 法人化された都市
都市名の後の数字は2010年国勢調査での人口を示す。
- セントフランシス, 1,329 - 郡庁所在地
- バードシティ, 447

### その他の町
- ウィーラー

### ゴーストタウン
- クルー
- ガーニー
- アワーグラス
- ジャクア
- ローンリッジ
- オーランド

### 郡区
シャイアン郡は7郡区に分けられている。郡内の都市はどれも「政治的に独立」（英: governmentally independent)とは見なされず、郡区の数字の全ては都市の数字を含んでいる。下表で「人口中心」は最大都市であり、特に大きな数字でなければ、郡区の人口に含まれるものである。
| 郡区                                                                                                 | FIPSコード | 人口中心         | 人口  | 人口密度 /km² (/sq mi) | 陸地面積 km² (sq mi) | 水域 km² (sq mi) | 水域率(%) | 座標                                                                |
| --- | ---------- | ---------------- | ----- | ---------------------- | -------------------- | ---------------- | --------- | ------------------------------------------------------------------- |
| ベンケルマン (Benkelman)                                                                             | 06025      |                  | 57    | 0 (1)                  | 186 (72)             | 0 (0)            | 0 %       | 北緯39度37分8秒 西経101度54分35秒 / 北緯39.61889度 西経101.90972度  |
| バード・シティ (Bird City)                                                                           | 06850      | バードシティ     | 771   | 1 (2)                  | 884 (341)            | 0 (0)            | 0.02%     | 北緯39度45分30秒 西経101度31分41秒 / 北緯39.75833度 西経101.52806度 |
| カルフーン (Calhoun)                                                                                 | 09950      |                  | 57    | 0 (1)                  | 231 (89)             | 2 (1)            | 0.70%     | 北緯39度56分8秒 西経101度39分18秒 / 北緯39.93556度 西経101.65500度  |
| クリーブランド・ラン (Cleveland Run)                                                                 | 14150      |                  | 67    | 0 (1)                  | 186 (72)             | 0 (0)            | 0.08%     | 北緯39度52分35秒 西経101度48分20秒 / 北緯39.87639度 西経101.80556度 |
| ジャクア (Jaqua)                                                                                     | 35025      |                  | 46    | 0 (1)                  | 124 (48)             | 0 (0)            | 0.01%     | 北緯39度39分48秒 西経102度1分20秒 / 北緯39.66333度 西経102.02222度  |
| オーランド (Orlando)                                                                                 | 53050      |                  | 63    | 1 (2)                  | 93 (36)              | 0 (0)            | 0 %       | 北緯39度45分36秒 西経101度41分0秒 / 北緯39.76000度 西経101.68333度  |
| ワノ (Wano)                                                                                          | 75375      | セントフランシス | 2,104 | 2 (6)                  | 937 (362)            | 0 (0)            | 0.05%     | 北緯39度45分27秒 西経101度50分4秒 / 北緯39.75750度 西経101.83444度  |
| 出典: “Census 2000 U.S. Gazetteer Files”. U.S. Census Bureau, Geography Division. 2012年4月2日閲覧。 |            |                  |       |                        |                      |                  |           |                                                                     |

## 教育

### 統一教育学区
- シェイリン USD 103
- セントフランシス USD 297